# Dipchasphecia sertavula
Dipchasphecia sertavula is een vlinder uit de familie wespvlinders (Sesiidae), onderfamilie Sesiinae.
Dipchasphecia sertavula is voor het eerst wetenschappelijk beschreven door Bartsch & Špatenka in 2002. De soort komt voor in het Palearctisch gebied.